# Andrologia
Andrologia – dziedzina urologii, endokrynologii zajmująca się fizjologią, fizjopatologią oraz badaniem, diagnozowaniem i leczeniem męskiego układu płciowego ze schorzeń (np. zapalenia, zaburzenia funkcji, ograniczona płodność, nowotwory), wad patologicznych w aspekcie endokrynologicznym, naczyniowym, operacyjnym, a także psychologicznym. W szczególności andrologia skupia się na zaburzeniach rozrodczych.  
Andrologia wyodrębniła się z urologii, seksuologii, endokrynologii i pediatrii.
W Polsce nie stanowi specjalizacji lekarskiej sensu stricto.